# Piper miquelianum
Piper miquelianum är en pepparväxtart som beskrevs av C. Dc.. Piper miquelianum ingår i släktet Piper och familjen pepparväxter. Inga underarter finns listade i Catalogue of Life.